# 滝沢峠

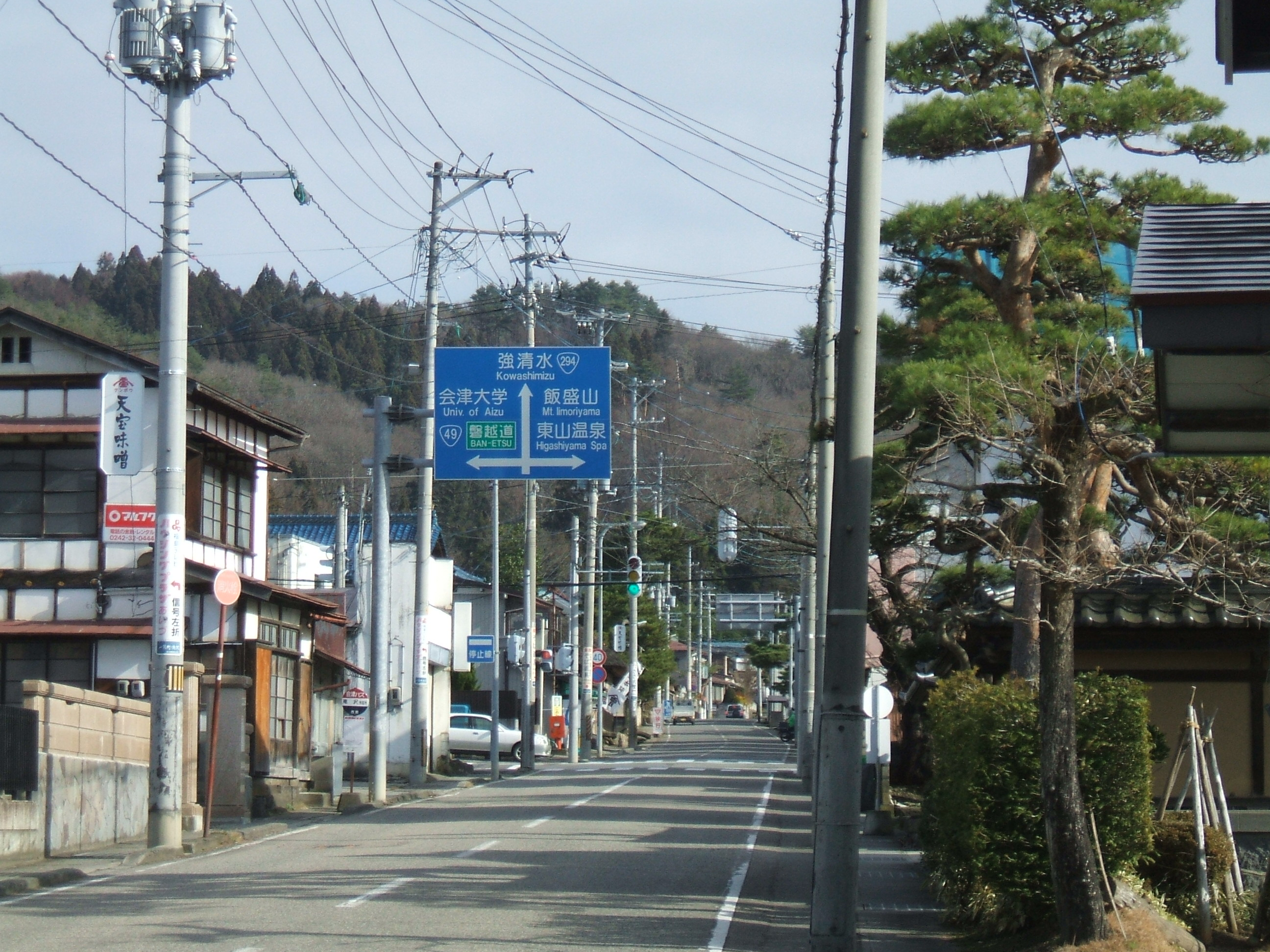
会津若松市一箕町大字八幡付近から見る滝沢峠

滝沢峠（たきざわとうげ）は、福島県会津若松市にある峠。

## 概要
江戸時代、陸奥国会津若松と白河の間を結んでいた白河街道、同じく陸奥国会津若松と二本松を結んでいた二本松街道のうちの上街道が経由していた。現在の同市一箕町付近にあり、峠の会津若松側には滝沢本陣があった。白河街道のために1627年に開かれたとされる。

### 現在の滝沢峠周辺
明治時代に峠の南（南新道）と北（北新道）に車道が開かれた。このうち、北新道が現在の会津若松市河東地区等を経由する滝沢バイパス等の開通まで国道49号として利用された。
1947年（昭和22年）8月18日には、昭和天皇の戦後巡幸の車列が峠を通過。天皇が頂上付近から会津地方を遠望した。
現在、旧来の街道は遊歩道として整備されているほか、急勾配やカーブの連続する旧国道は会津若松市道になっている。また、峠の西側の集落、金堀はかつて金山だったとされる。